# Argyrogrammana sulphurea
Argyrogrammana sulphurea är en fjärilsart som beskrevs av Felder 1869. Argyrogrammana sulphurea ingår i släktet Argyrogrammana och familjen Riodinidae. Inga underarter finns listade i Catalogue of Life.